# Gymnosporia hainanensis
Gymnosporia hainanensis là một loài thực vật có hoa trong họ Dây gối. Loài này được Merr. & Chun mô tả khoa học đầu tiên năm 1935.